# نیکولاس لاپنتی
 نیکولاس لاپنتی (انگلیسی: Nicolás Lapentti؛ زاده ۱۳ اوت ۱۹۷۶) یک تنیس‌باز اهل اکوادور است.